# مرکی (عراق)
مرکی یک منطقهٔ مسکونی در عراق است.